# Le dionisiache
Le dionisiache (in greco antico: Διονυσιακά?, Dionysiaká) è un antico poema epico, nonché opera principale, di Nonno da Panopoli. Si tratta del più lungo poema sopravvissuto dall'antichità, composto da 48 canti per un totale di 20.426 versi in dialetto omerico e esametri dattilici. Il tema principale è la vita di Dioniso, la sua spedizione in India e il suo ritorno trionfale in occidente.

## Struttura

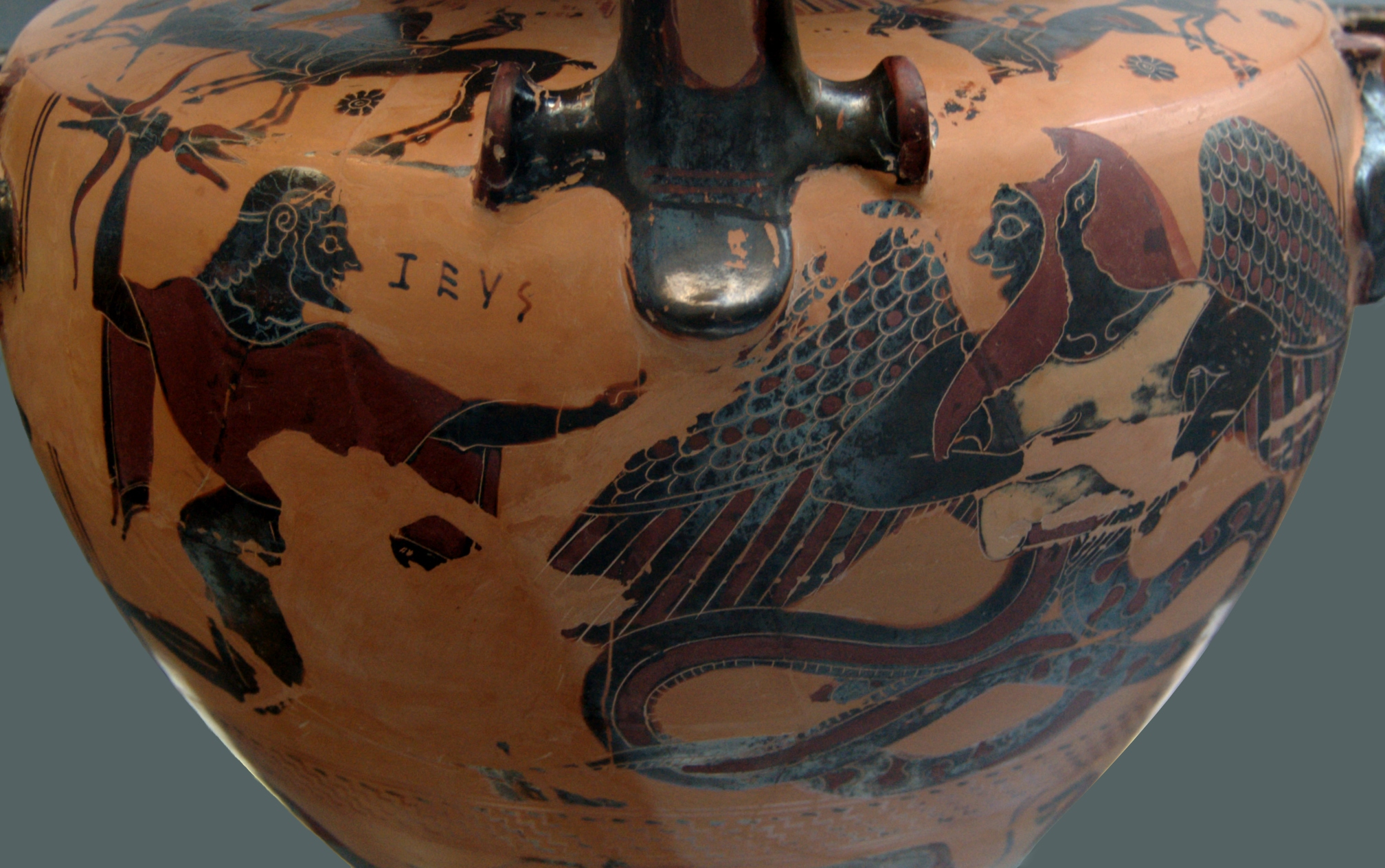
La battaglia di Zeus e Tifone. Lato B di una hydria calcidica nera, c. 550 a.C..

Libro I: Il poema si apre con l'invocazione del poeta alle muse, il suo omaggio a Proteo, e il suo impegno a cantare i vari episodi della vita di Dioniso. Il primo canto parla di Zeus e di Europa. Questo è l'inizio di Cadmea.
Libro II: Zeus ruba il fulmine a Tifeo e la battaglia fra Dei e Giganti è descritta con lo scempio che seminano nel mondo naturale. Le due divinità si impegnano in singolar tenzone e Zeus sconfigge Tifone seppellendolo nella terra. Mentre la terra si ripara, Zeus ordina a Cadmo di fondare Tebe.
Libro III: La nave di Cadmo vaga sul mare e si ferma a Samotracia dove incontra la processione dei Coribanti. Arriva al meraviglioso palazzo di Elettra ed Emazio dove, nel corso di un banchetto, racconta la sua discendenza. Ermes invita Elettra a dare sua figlia Armonia in sposa a Cadmo.
Libro IV: Una Armonia riluttante e lamentosa viene concessa a Cadmo che naviga con lei verso la Grecia. Cadmo, che conosce la tradizione egiziana, descrive e trova il toro-presagio che lo conduce a Tebe. Li uccide il drago, semina i denti, e raccoglie gli uomini nati dalla terra.
Libro V: La fondazione della città di Tebe è descritta con il suo simbolismo magico, com'è il matrimonio di Cadmo e Armonia e la collana data a lei da Afrodite. Viene descritto il genero di Cadmo, Aristeo, marito di Autonoe, suo figlio Atteone e la morte di quest'ultimo. Il fantasma di Atteone appare al padre e chiede la sepoltura. Zeus si innamora di Persefone.
Libro VI: Demetra, sconvolta dalle attenzioni di Zeus, va da Astreo, dio della profezia, che emette il vaticinio su Persefone rivelandole lo stupro imminente da parte di Zeus. Demetra nasconde Persefone in una grotta, ma Zeus dorme con lei sotto forma di un serpente e lei partorisce Zagreo. Su richiesta di Era, Titano uccidere Zagreo e lo mangia. Per la rabbia, Zeus inonda il mondo, provocando il caos alle divinità pastorali e dei fiumi.
Libro VII: Aion, dio del tempo, implora Zeus di alleviare la vita mortale, dando vita a Dioniso. Eros lancia la saetta e fa innamorare Zeus di Semele. Zeus insegue la ragazza sotto forma di aquila e dorme con lei sotto le sembianze di un toro e poi di un leone.
Libro VIII: Semele rimane incinta di Dioniso. Era, gelosa, convince Semele a chiedere di vedere il fulmine di Zeus, che la brucia viva, ma Zeus salva il bambino, Dioniso, e rende immortale Semele.

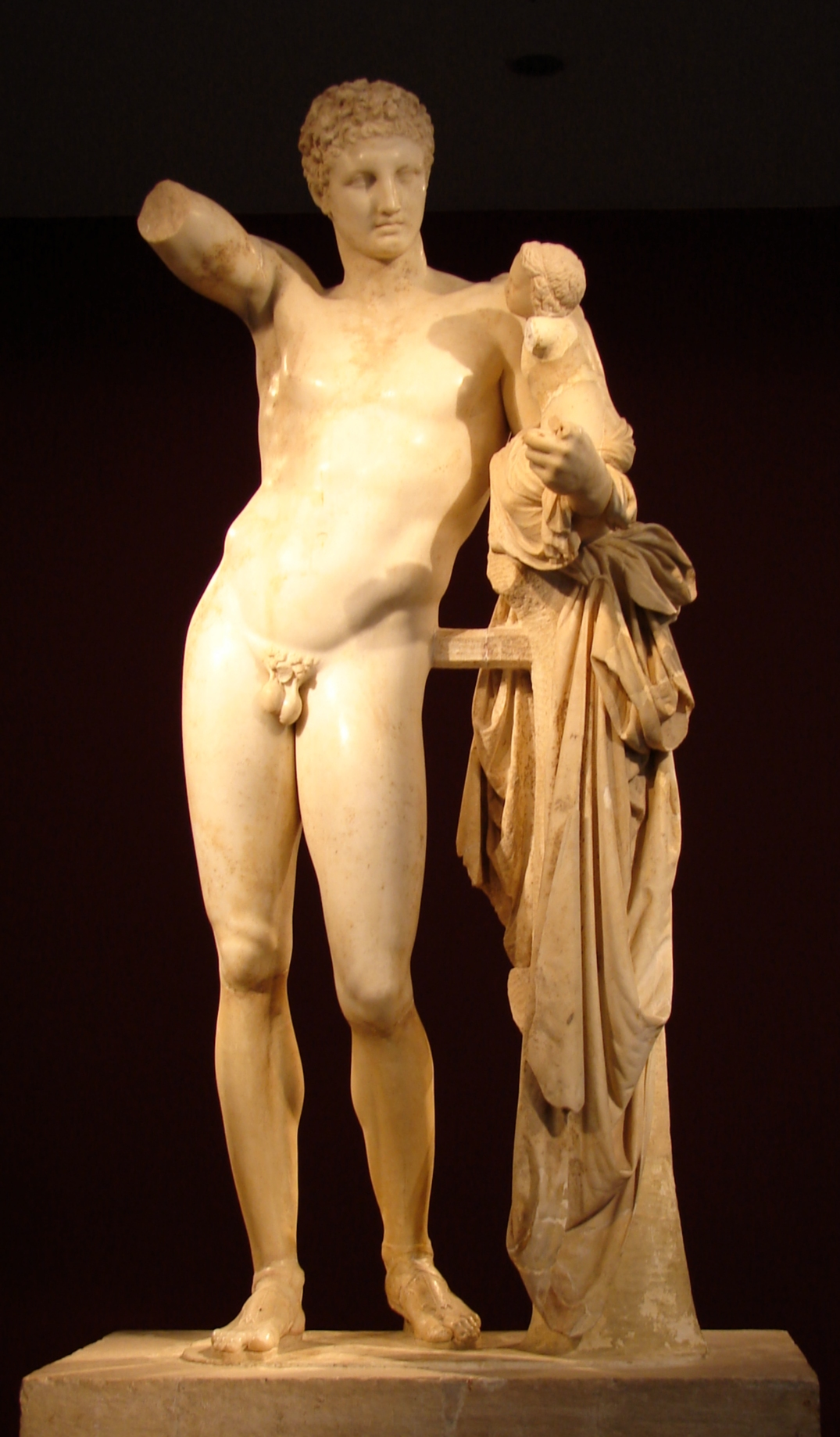
La statua di Hermes con Dioniso di Prassitele ad Olimpia.

Libro IX: Nasce Dioniso e viene affidato a Hermes che, a sua volta chiede ad Ino di provvedere al suo allattamento. Quando Dioniso è svezzato, Semele schernisce Era che fa impazzire Ino.
Libro X: Era fa impazzire Atamante, che massacra i suoi figli, ad eccezione di Melicerte che Ino salva gettandosi in mare, nello stesso tempo venendo divinizzata. Dioniso si innamora del ragazzo Ampelo.
Libro XI: Dopo una corsa, Ampelo e Dioniso si recano a caccia, mentre Era fa in modo che un toro uccida Ampelo mentre questi tenta di cavalcarlo; Dioniso si strazia per il dolore.
Libro XII: Descrizione della tavolette di Phanes che prevedono il futuro. Ampelo viene trasformato in vite e Dioniso lo pianta scoprendo, così, il vino; i Satiri si ubriacano.
Libro XIII: Zeus ordina a Dioniso di conquistare l'India. Il poeta elenca il catalogo delle sue forze, raccolte da Rea.
Libro XIV: Rea offre creature soprannaturali agli alleati mentre Era arma Deriade per gli indiani. L'esercito si arma e prende posizione. Nella prima battaglia Dioniso fa ubriacare gli indiani.
Libro XV: Gli indiani ubriachi vengono sbaragliati. Si narra la storia della ninfa vergine Nicea e del ragazzo Inno e dell'uccisione di Inno da parte della ninfa.
Libro XVI: Dioniso si innamora di Nicea e la corteggia, ma lei ostinatamente persegue le sue battute di caccia. Egli la possiede mentre dorme e lei dà alla luce una figlia, Telete. Dioniso fonda la città di Nicea.
Libro XVII: Dioniso viaggia verso oriente ed è ospitato da un pastore, Brongus. L'indiano Oronte figlio di Deriade conduce il suo esercito in battaglia e si uccide quando viene sconfitto.
Libro XVIII: L'assiro Stafilo, sua moglie Mete e suo figlio Botrys invitano Dioniso ad una festa durante la quale si ubriacano tutti. Dioniso ha un sogno profetico. La mattina seguente, Stafilo parla degli dei e dei giganti e dell'origine degli indiani, e poi muore.
Libro XIX: Dioniso dà il nome di uva a "Botrys", ubriachezza a "Mete" e grappolo d'uva a "Stafilo", e il poeta Eagro canta Trittolemo. Viene indetto un concorso di danza e viene messa in palio una coppa di vino che viene vinta da Marone.
Libro XX: In sogno, Eris guida Dioniso in guerra. Egli giunge in Arabia, dove re Licurgo è stato incitato a combattere da Era. Licurgo spinge Dioniso e le Baccanti in mare con una massiccia carica di azze.
Libro XXI: Ambrosia attacca Licurgo assieme a Poseidone che causa un terremoto, ma Era riesce a salvarlo. Deriade respinge un'ambasciata di Dioniso e prepara un agguato per l'esercito degli dei.
Libro XXII: Dioniso compie miracoli presso il fiume Jhelum, ma gli indiani, aizzati da Era, attaccano. Nella battaglia si mettono in luce Eagro, Eaco e Eretteo.
Libro XXIII: Dioniso ed Eaco combattono gli indiani nel fiume e l'esercito attraversa lo Jhelum. Il fiume attacca Dioniso e il suo esercito.
Libro XXIV: Deriade attacca l'esercito mentre attraversa il fiume, ma viene malamente sconfitto. Leuco racconta la storia della gara di tessitura fra Afrodite ed Atena e la sua sconfitta.

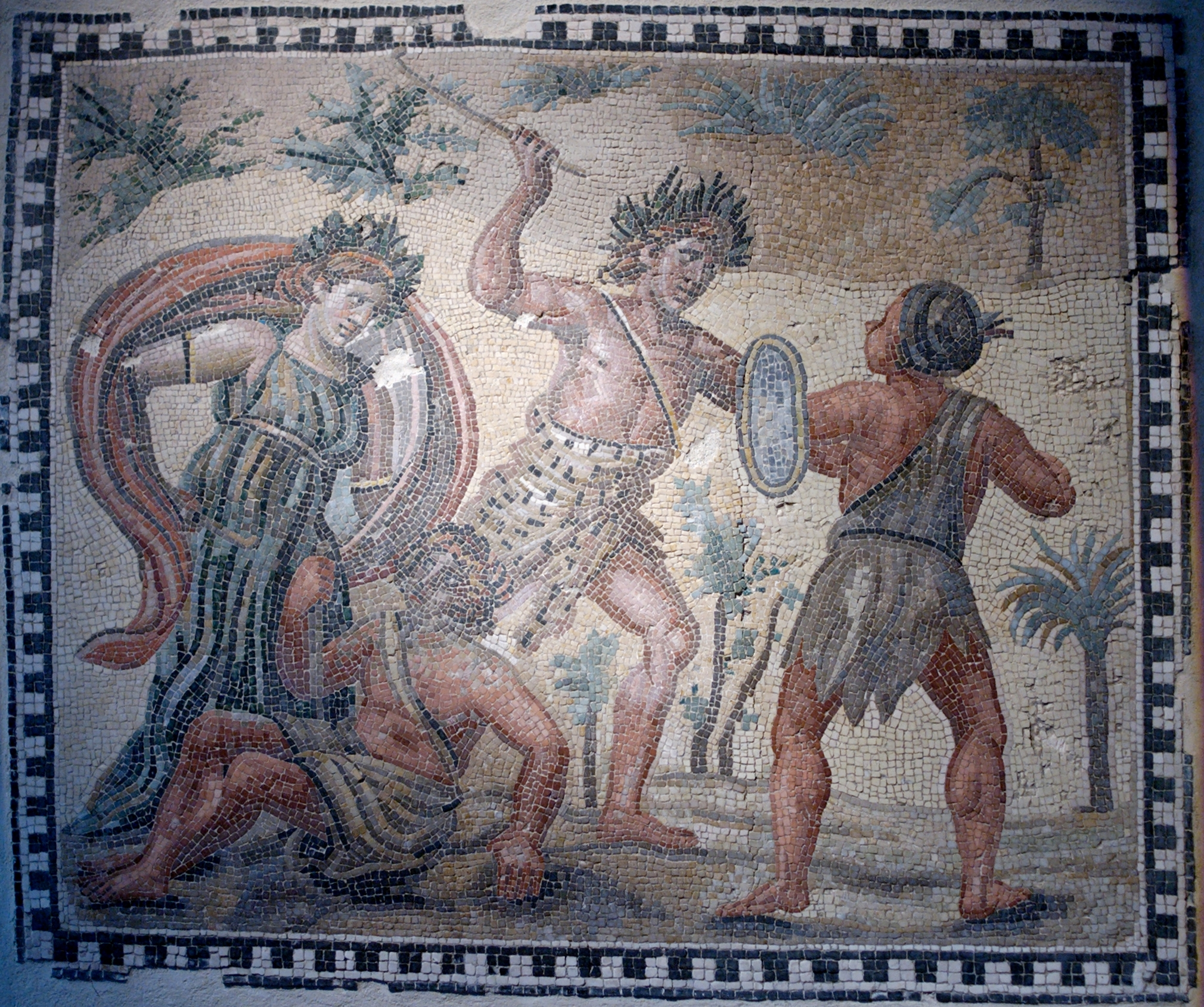
Mosaico rappresentante Dioniso che combatte gli indiani, Museo Nazionale Romano di Palazzo Massimo alle Terme, Roma.

Libro XXV: Il poeta invoca la musa nel suo secondo prologo, dicendo, emulando Omero, che salterà i primi sei anni della guerra, e confronta la durata della guerra indiana di Dioniso con le gesta di Perseo, Minosse ed Eracle, concludendo che Dioniso è migliore di quegli eroi. Dioniso fa ubriacare gli indiani e saccheggia la città. Il suo scudo è descritto come coperto dalle costellazioni e raffigura Ganimede e Zeus, le mura di Tebe, la festa degli Dei, le balie di Dioniso, Cibele, e il mito lidio di Tylos che uccide il gigante.
Libro XXVI: Atena spinge Deriade a radunare i suoi alleati, tra cui Morrheus, Tectaphus e Aretus.
Libro XXVII: Deriade incita le sue truppe che attaccano Dioniso al fiume Indo. Zeus ordina agli dèi di schierarsi dalla parte degli indiani o di Dioniso.
Libro XXVIII: La battaglia infuria, ed i Ciclopi hanno la loro aristia.
Libro XXIX: Dioniso ed il suo amante ferito, Imeneo, combattono gli indiani, mentre Ares dorme.
Libro XXX: Tectaphus viene ucciso da Eurymedon. Anche Deriade ha la sua aristia, guidando Dioniso a combattere e a sbaragliare gli indiani.
Libro XXXI: Era va da Persefone e con uno stratagemma la induce a darle l'Erinni, Megera, mentre Iris persuade Ipno a far addormentare Zeus. Era ottiene la cintura di Afrodite.
Libro XXXII: Era incanta Zeus con la cintura e lo fa addormentare. Megera fa impazzire Dioniso. Deriade e Morrheus mettono in rotta le Baccanti.
Libro XXXIII: Una Grazia dice ad Afrodite della pazzia di Dioniso; ella si reca da Eros, che sta giocando a kottabos e gli chiede di far innamorare Morrheus di Calcomedia. Morrheus passa la notte con lei.
Libro XXXIV: Morrheus e Deriade attaccano le Baccanti e Morrheus ne fa alcune prigioniere da omaggiare a Deriade, che le tortura e uccide in vari modi. Le Baccanti entrano all'interno delle mura della città.
Libro XXXV: Gli indiani uccidono le Baccanti in città, mentre Morrheus pensa a Calcomedia e perde la voglia di combattere. La moglie di Oronte uccide le Baccanti. Morrheus rinuncia alla battaglia e cerca di violentare Calcomedia, mentre Hermes lascia le Baccanti fuori della città. Zeus si risveglia e costringe Era a curare la follia di Dioniso.
Libro XXXVI: Si combatte una battaglia tra gli dei, chi a favore degli indiani e chi a favore di Dioniso. Deriade attacca con gli elefanti e combatte a singolar tenzone contro Dioniso che si trasforma in un albero di pino, una palla di fuoco, e un leone e lo lega con una vite. Deriade fugge e convoca un consiglio che decide di combattere Dioniso, che ha navi costruite da Rhadamanes.
Libro XXXVII: Dioniso e Fauno costruiscono una tomba per Ofelte e celebrano il suo funerale.
Libro XXXVIII: Dopo che Idmone interpreta come buon auspicio il settimo anno dall'inizio della guerra, Ermes racconta a lungo la storia di Fetonte dalla sua infanzia alla morte e al suo catasterismo.
Libro XXXIX: Si svolge una battaglia in mare alla quale partecipano i Ciclopi e gli dei marini, e gli indiani sono travolti da una nave in fiamme inviata nelle loro linee.

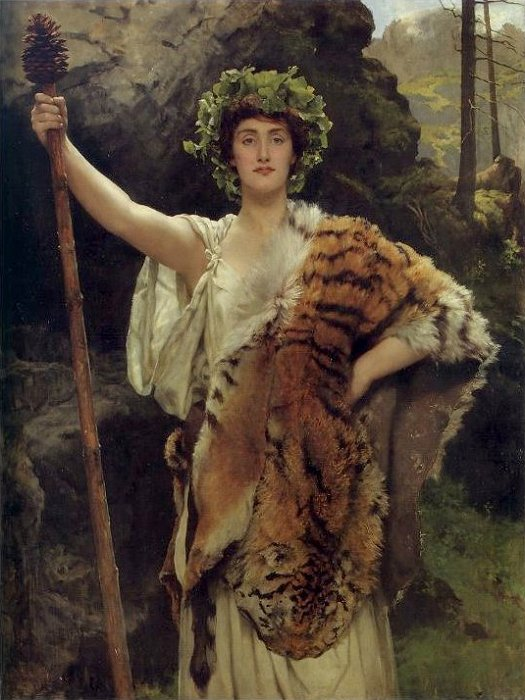
La sacerdotessa di Bacco, di John Collier.

Libro XL: Deriade ritorna in battaglia e viene ucciso da Dioniso; fine della guerra. Orsiboe piange il marito morto e Dioniso seppellisce i morti, nomina Modaeus governatore dell'India, e distribuisce il bottino. Dioniso si reca poi a Tiro, ammira la città, e ascolta la storia della sua fondazione da Eracle.
Libro XLI: Questo canto descrive la storia mitica della città di Beroe (Beirut). Il poeta racconta la storia della ninfa Beroe, figlia di Afrodite. Egli descrive la sua nascita e la sua pubertà. Afrodite va da Armonia per scoprire il destino di Beroe ed ella profetizza la futura prosperità dell'Impero Romano sotto Augusto.
Libro XLII: Dioniso e Poseidone si innamorano entrambi di Beroe. Dioniso la insegue attraverso le foreste, incontra Pan che corteggia la ninfa per dimostrare le sue capacità. Dioniso e Poseidone decidono di combattere per la ragazza.
Libro XLIII: L'esercito del dio del mare Poseidone e l'esercito di Dioniso si danno battaglia a vicenda. Zeus dà la mano di Beroe a Poseidone che consola Dioniso.
Libro XLIV: Dioniso arriva a Tebe e Penteo rifiuta i suoi riti e lo arresta. Le Furie attaccano il palazzo di Penteo e Agave e le sue sorelle impazziscono.
Libro XLV: Tiresia e Cadmo cercano di propiziarsi Dioniso, ma Penteo attacca il dio che gli racconta la storia dei pirati tirreni. Penteo imprigiona Dioniso, ma il dio distrugge il palazzo e fugge.
Libro XLVI: Dioniso inganna Penteo nello spiare sua madre, che con le sue sorelle, nella loro frenesia, lo uccide.
Libro XLVII: Il tiaso arriva ad Atene e la città gioisce. Dioniso insegna ad Icario la viticoltura, e l'agricoltore dà il vino ai suoi vicini che, ubriacatisi, lo uccidono. Sua figlia Erigone, informata da un sogno, trova il padre morto e si impicca, ma è poi trasformata in una costellazione da Zeus. Arianna lamenta l'abbandono di Teseo e Dioniso la sposa. Dioniso costringe le donne di Argo ad uccidere i loro figli per aver rifiutato i suoi riti, mentre Perseo è incitato da Era ad attaccare le Baccanti e trasforma Arianna in pietra, dopo di che gli Argivi accettano i riti di Dioniso su richiesta di Ermes.
Libro XLVIII: Era sprona i giganti a combattere Dioniso e questi li uccide. Dioniso lotta con la figlia del re Sithon per ottenere la sua mano e, dopo averla ottenuta, uccide il re. Dioniso va in Asia Minore dove incontra la ninfa Aura, che gareggia con Artemide in un concorso di bellezza, e Artemide, per dispetto, fa innamorare Dioniso di Aura in modo da farla seguire. Arianna sogna Dioniso e si lamenta che lui l'ha dimenticata. Dioniso violenta Aura mentre lei dorme, e lei, quando si sveglia, impazzisce, fa strage di pastori e distrugge un santuario di Afrodite. Artemide prende in giro Aura incinta e Nicea la aiuta a dare alla luce due gemelli. Aura cerca un leone per far mangiare i bambini, ma essi sono salvati e la ninfa si trasforma in una sorgente. Uno dei bambini, Iacco è dato ad Atena, la corona di Arianna diviene una costellazione, e Dioniso troneggia sull'Olimpo.

## Composizione e modelli
Si pensa che il poema sia stato scritto alla fine del IV e/o all'inizio del V secolo e sembra essere incompleto; alcuni studiosi ritengono che fosse in preparazione un canto n. 49 quando Nonno pose fine al suo lavoro sul poema, anche se altri fanno notare che il numero di canti dei Dionisyakà è lo stesso dei 48 canti dell'Iliade e dell'Odissea messi insieme. È stato ipotizzato che l'interruzione del lavoro possa essere stata causata da una possibile conversione al cristianesimo o morte di Nonno, dopo alcune revisioni. Alcuni curatori hanno sottolineato varie incongruenze riscontrate nel canto 39, che sembra essere una serie sconnessa di descrizioni, come prova di una revisione organica del poema. Altri hanno attribuito questi problemi a copisti o redattori successivi, ma la maggior parte degli studiosi concordano sull'incompletezza del poema.
I principali modelli di Nonno furono Omero ed i poeti ciclici; lingua, metrica, episodi e canoni descrittivi omerici sono centrali nei Dionysiakà. L'influenza de Le Baccanti di Euripide è altrettanto significativa, come è probabile l'influenza degli altri tragici le cui opere dionisiache non sono pervenute.
Il suo debito verso i poeti ellenistico-imperiali è molto più difficile da valutare, ma è probabile che egli alluda ai tratti dei poeti dionisiaci come le poesie perdute di Euforione, Pisandro di Laranda ed il suo elaborato poema mitologico enciclopedico, gli scrittori dionisiaci Dionisio e Soterico di Oasi, e in particolare al Catalogo delle donne di Esiodo, oltre alle opere di Pindaro e Callimaco. L'influenza di Teocrito può essere rilevata nell'attenzione ai temi pastorali. Infine, Virgilio e soprattutto Ovidio sembrano aver influenzato l'organizzazione del poema di Nonno.

## Metrica e stile
Le metriche di Nonno sono state ampiamente ammirate dagli studiosi per una gestione attenta dell'esametro dattilico e per l'innovazione. Mentre Omero aveva 32 varietà di esametri, Nonno impiega solo 9 variazioni, evita l'elisione, impiega per lo più deboli cesure e segue una serie di regole eufoniche e sillabiche per quanto riguarda il posizionamento della parola. È particolarmente significativo il fatto che Nonno fosse così esigente con la metrica perché quella della poesia classica, al tempo di Nonno, sembrava cedere. Questi vincoli metrici incoraggiarono la creazione di nuovi composti, aggettivi e neologismi, e il lavoro di Nonno presenta alcune delle più grandi varietà di conii presenti in ogni poema greco.
Il poema è notevolmente vario nella sua organizzazione. Nonno non sembra voler organizzare il suo lavoro in una cronologia lineare, anzi, gli episodi sono disposti in ordine sciolto e per argomento, di più che ne Le metamorfosi di Ovidio. Il poema segue il principio guida poikilia, la diversità nella narrativa, nella forma e nell'organizzazione. L'apparire di Proteo, dio multiforme, nel proemio è una metafora per lo stile variegato di Nonno. Nonno impiega lo stile dell'epillio in molte delle sezioni narrative, come nella descrizione di Ampelus nei libri X-XI, Nicea in XV-XVI e Beroe in XLI-XLIII. Questi epillio sono inseriti nel quadro generale narrativo e sono alcuni dei punti salienti del poema. Nonno si avvale anche del confronto (synkrisis) in tutto il poema, in particolare nella comparazione fra Dioniso e altri eroi nel libro XXV. La complessità dell'organizzazione e la ricchezza del linguaggio hanno fatto definire lo stile del poema come "barocco".

## Influsso e fortuna

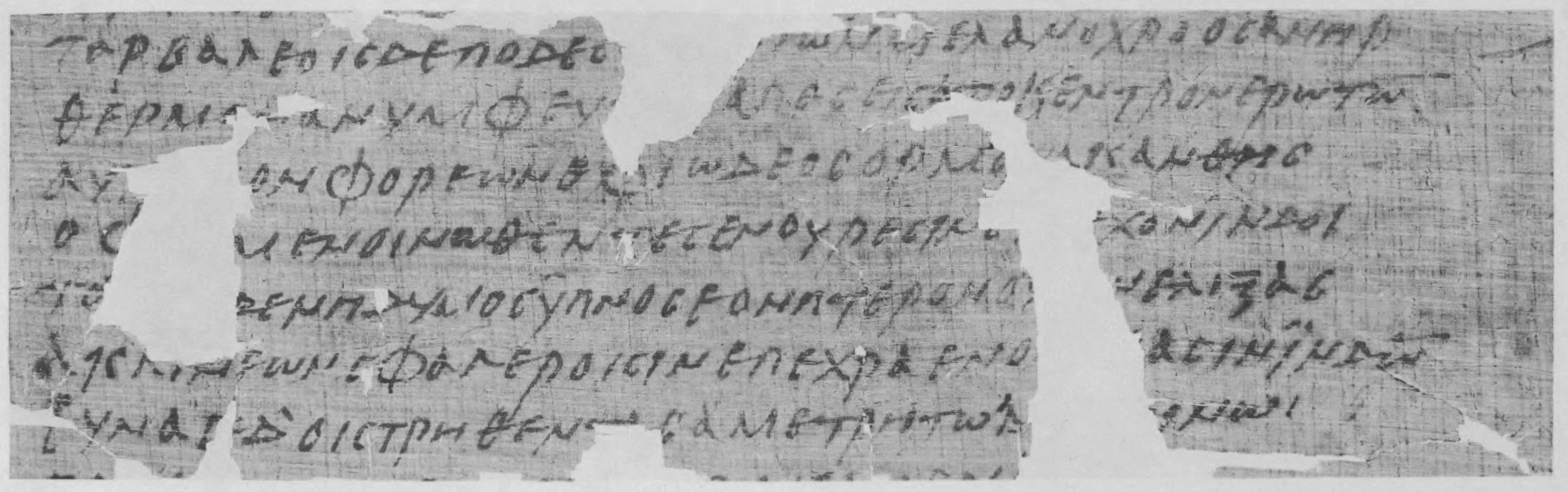
Dettaglio del papiro mostrante Dionysiaca 15. 84–90 (P.Berol. inv. 10567, VI o VII secolo).

Sembra che Nonno abbia avuto una notevole influenza sui poeti della tarda antichità, specialmente su Museo Grammatico, Colluto, Cristodoro e Blossio Emilio Draconzio. Invece è difficile stabilire se Claudiano abbia influenzato Nonno o se questi abbia influenzato Claudiano, i due poeti hanno alcune somiglianze nel tratteggio della figura di Persefone. Nonno rimase importante nel mondo bizantino, e la sua influenza può essere trovata in Giuseppe Genesio e Massimo Planude. Nel Rinascimento, Poliziano lo fece conoscere in occidente, Giovan Battista Marino, che vi attinse largamente per il famoso poema Adone del 1623, Goethe ne fu ammirato nel XVIII secolo. Fu anche apprezzato da Thomas Love Peacock nel XIX secolo in Inghilterra.
La dimensione del poema di Nonno e la datazione fra la letteratura imperiale e quella bizantina hanno fatto sì che esso abbia ricevuto relativamente poca attenzione da parte degli studiosi. I redattori dell'Enciclopedia Britannica (VIII edizione, 1888), descrivevano il poema come un «vasto e informe rigoglio, bellissima ma artificiale versificazione, descrizione di azioni e passioni nella totale mancanza di introspezione dei personaggi», proseguendo: «Il suo merito principale consiste nella perfezione sistematica a cui ha portato l'esametro omerico. Ma la correttezza della versificazione è monotona. La sua influenza sul vocabolario dei suoi successori è stata molto considerevole», che esprime l'atteggiamento del XIX secolo nei confronti di questo poema, considerato come una collezione di storie abbastanza artificiale e disorganizzata. Come per molti altri poeti tardoclassici, i nuovi studiosi hanno evitato giudizi trancianti, come quelli dei loro predecessori del XIX secolo, tentando di rivalutare e riabilitare le opere di Nonno. Ci sono due punti principali su cui verte l'attenzione degli studiosi odierni di Nonno: mitologia e struttura.
Il compendio dei racconti di Nonno sulla leggenda dionisiaca e l'uso delle tradizioni e delle fonti perdute hanno incoraggiato gli studiosi ad usarlo come un canale per recuperare la poesia ellenistica andata perduta e le tradizioni mitiche. L'edizione del Nonno nella Loeb Classical Library include una «introduzione mitologica», che ripercorre il "declino" della mitologia dionisiaca nella poesia e implica che il solo valore dell'opera sta nell'essere una raccolta di «mitologia perduta». Nonno, in effetti, rimane un'importante fonte di mitologia e di informazione per chi ricerca la religione classica, la poesia ellenistica e tardoantica. Recentemente, tuttavia, gli studiosi si sono concentrati più positivamente sull'uso fatto da Nonno della mitologia all'interno del poema, come un modo di parlare di eventi contemporanei, di giocare con le convenzioni generiche, ed entrare in contatto con l'intertestualità dei predecessori, portando ad una rivalutazione incoraggiante del suo stile poetico e narrativo.
La struttura non convenzionale dei Dionysiakà ha incoraggiato le dure critiche al poema da parte degli studiosi. Robert Shorrock e François Vian sono stati in prima linea nel riesaminare la struttura del poema. Alcuni studiosi precedenti hanno cercato di elaborare una composizione ad anello, un programma astrologico profetico nelle tavolette di Armonia, retorico encomio, o epillio come concetti strutturali alla base del poema per dare un senso della narrazione non convenzionale. Altri hanno ritenuto che lo stile del poema si basi sulla giustapposizione dissonante per effetto, utilizzando il cosiddetto "stile ingioiellato" di cameo narrativi all'interno di una struttura flessibile simile al mosaico tardoantico. Vian ha proposto di guardare al contenuto enciclopedico del poema come parallelo alla gamma completa del ciclo della poesia omerica. La tesi di Shorrock è che Dionysiaca impiega una varietà di principi organizzativi, narrativi e punti di vista, tentando di raccontare tutto della mitologia classica attraverso i miti di Dioniso, e usa l'allegoria e l'allusione per sfidare i suoi lettori a trarre significato dalla sua epica non convenzionale.

## Edizioni italiane
- Nonno di Panopoli, Le dionisiache, testo greco a fronte (in 4 voll.), curatori: Daria Gigli Piccardi, Fabrizio Gonnelli, Gianfranco Agosti, Domenico Accorinti, Collezione Classici greci e latini, Milano, BUR, 2003-2004.
- Nonno di Panopoli, Le dionisiache, 4 voll., Collezione Biblioteca, Milano, Adelphi, 1997-2020.
  -  Le Dionisiache I. Canti 1-12, traduzione di Maria Maletta, Adelphi, 1997, ISBN 978-88-459-1335-8.
  -  Le Dionisiache II. Canti 13-24, traduzione di Maria Maletta, Adelphi, 1999, ISBN 978-88-459-1440-9.
  -  Le Dionisiache III. Canti 25-36, traduzione di Maria Maletta, Adelphi, 2005, ISBN 978-88-459-1953-4.
  -  Le Dionisiache IV. Canti 37-48, traduzione di Maria Maletta, a cura di Francesco Tissoni, Adelphi, 2020, ISBN 978-88-459-3435-3.